# Федеральный научный центр гигиены имени Ф. Ф. Эрисмана
ФБУН Федера́льный нау́чный центр гигие́ны им. Ф. Ф. Эрисма́на (ранее — НИИ гигиены им. Ф. Ф. Эрисмана) — головное многопрофильное учреждение Федеральной службы по надзору в сфере защиты прав потребителей и благополучия человека Российской Федерации, решающее как прикладные, так и фундаментальные проблемы гигиенической науки и охраны здоровья населения.

## История
Федеральный научный центр гигиены им. Ф. Ф. Эрисмана ведёт свою историю с 1891 года, когда была образована Московская городская санитарная станция. Инициатором создания станции явился Фёдор Фёдорович Эрисман — один из основоположников российской гигиены.
В 1921 году Московская городская санитарная станция была реорганизована в Санитарный институт. Создание основ санитарного законодательства, оказание помощи развивающейся сети санитарно-эпидемиологических станций стало главной задачей института в период восстановления разрушенной в годы Гражданской войны государственной системы здравоохранения.
В 1927 году институту присвоено имя Ф. Ф. Эрисмана.
Строительство промышленных предприятий и сельского хозяйства определило необходимость санитарного благоустройства, планировки и застройки населённых мест, охраны атмосферного воздуха и водоемов. Фундаментальные гигиенические исследования института в связи со строительством канала им. Москвы и исследованием реки Волги как источника питьевой воды для нашей столицы экспонируются на Всемирной выставке в Париже в 1937 г. и удостаиваются золотой медали.
В 1941 году институт стал республиканским, что соответствовало его возросшему научному потенциалу.
В годы Великой Отечественной войны деятельность института была направлена на оказание помощи органам здравоохранения в обеспечении санитарного благополучия фронта и тыла. Созданный в годы войны отдел гигиены труда развернул исследования по сохранению здоровья рабочих оборонной промышленности. В это время в отделе работали Ц. Д. Пик, А. С. Шафранова, З. Б. Смелянский, к.м.н. М. И. Фонгауз и др.
В эти годы в институте создаётся и школьный отдел под руководством М. И. Корсунской.
С 1950—1960 годов проводились развёрнутые исследования по гигиене труда в горнодобывающей и нефтехимической отраслях промышленности, а также по изучению физических факторов производственной среды при участии профессоров Д. И. Кагана, А. В. Рощина, Г. И. Румянцева, Р. В. Борисенковой, Ю. Л. Егорова, Ю. П. Пальцева, Д. И. Тимохина и других. Санитарная охрана водоёмов, разработка локальных схем отдельных речных бассейнов — эти работы выполнялись под руководством и при участии членов-корреспондентов АМН СССР профессоров С. Н. Черкинского, Г. П. Зарубина и Ю. В. Новикова, профессоров Л. С. Гурвича, А. Ф. Аксюка. Значителен вклад в решение проблем охраны воздушной среды городов, планировки и застройки населённых мест академика АМН СССР профессора В. А. Рязанова, профессоров П. Д. Винокурова, К. Г. Берюшева, М. И. Гусева, И. Л. Карагодиной, Р. С. Гильденскиольда. Эффективные методы обнаружения вредных компонентов в объектах окружающей среды разрабатывались лабораториях санитарной микробиологии и физико-химических методов исследований при участии профессоров Л. И. Маца, Н. М. Анастасьева, Г. П. Калины, В. В. Влодавца. Широкомасштабные исследования по рационализации питания отдельных групп населения, а также токсиколого-гигиенической оценке пестицидов и полимерных материалов проводились под руководством академика АМН СССР А. П. Шицковой при участии профессоров А. И. Штенберга, Н. И. Орлова, А. В. Рейслера, А. А. Хрусталёва, В. М. Краснопевцева. Большой вклад в изучение физического развития и здоровья детей, проектирование детских учреждений, гигиену освещения и борьбу с близорукостью внесли профессора М. С. Громбах, Е. М. Белостоцкая, М. А. Шарова, члены-корреспонденты АМН СССР профессора А. Г. Сухарев, Г. Г. Ястребов, Г. Н. Куценко.
В 1956 году был создан клинический отдел (на сегодняшний день — Клиника профессиональных заболеваний) под руководством профессора И. Я. Сосновика. Впоследствии им руководили профессора В. С. Лукьянов, Л. М. Омельяненко, А. А. Комарова, Б. А. Сомов.
В 1962 году началось строительство институтского комплекса в подмосковных Мытищах.
К 1968 году строительные работы были завершены. Институт получил современную лабораторную, клиническую базу, виварий. Это позволило решать крупномасштабные комплексные гигиенические проблемы в регионах строительства БАМа, КАТЭКа, Норильска, в нефтедобывающих районах Тюменской области и других.
Указом президиума Верховного Совета СССР от 11 февраля 1971 года институт был награждён орденом Трудового Красного Знамени.
В конце XX века в отделе усилились экспериментальные исследования по изучению процессов адаптации рабочих к сложным производственным условиям, поиску методов донозологической диагностики ранних нарушений функционального состояния организма, по изучению психофизиологических особенностей работающих. Значительным событием в жизни института в это время явилось формирование Центра по гигиенической регламентации средств химизации, в дальнейшем выделенного в самостоятельный Институт гигиены, токсикологии пестицидов и химической безопасности.

## Руководители
- Эрисман Ф. Ф. (1891—1915)
- Воскресенский П. И. (1921—1925)
- Хецров И. Р. (1925—1937)
- Эттингер М. М. (1937—1947)
- Митерёв Г. А. (1947—1954)
- Белоусов А. З. (1954—1959)
- Шицкова А. П. (1959—1990)
- Потапов А. И. (1990—2013)
- Ракитский В. Н. (и. о. директора 2013—2020)
- Кузьмин С. В. (с 2020)

## Деятельность
В центре внимания ФНЦГ им. Ф. Ф. Эрисмана — решение крупномасштабных комплексных гигиенических проблем:
- охрана окружающей среды от техногенного загрязнения, прогнозирование эколого-гигиенического состояния и уровня популяционного здоровья, оценка риска для здоровья факторов окружающей и производственной среды, социально-гигиенический мониторинг, предупреждение заболеваемости на основе первичной профилактики и неинвазивной донозологической диагностики;
- вопросы гигиены воспитания и обучения детей и подростков, медицины труда, профессиональной и общей патологии, здорового и безопасного питания;
- гигиена средств химизации сельского хозяйства, разработка новых гигиенических технологий с оценкой риска здоровью.

В рамках осуществления процесса вступления России в ОЭСР (Организация экономического сотрудничества и развития) ФНЦГ им. Ф. Ф. Эрисмана включён в Национальную и ведомственную программы подготовки испытательных центров (лабораторий) в соответствии с принципами НЛП (надлежащей лабораторной практики).

## Подразделения
- Институт комплексных проблем гигиены
- Институт гигиены, токсикологии пестицидов и химической безопасности
- Институт общей и профессиональной патологии